# 国家机关事务管理局宾馆管理中心
国家机关事务管理局宾馆管理中心，是国家机关事务管理局直属事业单位。

## 沿革
1998年，国务院机关事务管理局宾馆管理中心成立，是经中央机构编制委员会办公室批准设立的国务院机关事务管理局直属正司级事业单位，承担政治接待、服务保障、宾馆管理等职能，具备独立法人资格。截至2009年，该中心下属6家宾馆：五星级的首都宾馆、友谊宾馆，四星级的国谊宾馆、国二招宾馆，以及达园宾馆、紫金宾馆，总资产17亿元人民币，职工5000多人。随着2013年国务院机关事务管理局更名为国家机关事务管理局，该中心也更名为国家机关事务管理局宾馆管理中心。
2018年，达园宾馆、紫金宾馆改为达园服务中心、紫金服务中心，与宾馆管理中心仍同为事业单位；首都宾馆、友谊宾馆、国谊宾馆、国二招宾馆为企业。

## 机构设置
直属事业单位
- 国家机关事务管理局达园服务中心
- 国家机关事务管理局紫金服务中心

企业
- 首都宾馆
- 友谊宾馆
- 国谊宾馆
- 国二招宾馆[3][4]。

## 历任领导
| 主任 …… - 王胜（？—？） - 王朝旭（？—，党委书记兼） 副主任 …… - 陈江旗（？—？，党委书记兼） | 党委书记 …… - 陈江旗（？—？） - 王朝旭（？—） |